# Rollin' and Tumblin'
"Rollin' and Tumblin'" är en bluessång först inspelad av Hambone Willie Newbern som "Roll and Tumble Blues". Robert Johnson spelade också en version av låten år 1936, under titeln "If I Had Possession Over Judgment Day". Den mest kända versionen blev inspelad av Muddy Waters med Big Crawford på bas för The Chess Brothers' Aristocrat Records skivbolag, 1950. Leonard Chess insisterade att Waters spelade in låten efter att Waters hade spelat in en version för rivalföretaget Parkway med sina spelpolare Little Walter och Baby Face Leroy.
Sången är en av de mest populära blueslåtarna med över sextio olika inspelade versioner, inklusive versioner av Elmore James på en 1960 års singel, Cream på deras debutalbum, Fresh Cream från 1966, Johnny Winter på hans album The Progressive Blues Experiment från 1968, Canned Heat på deras självtitlade album Canned Heat, Eric Clapton för hans Unplugged-album från 1992 och Me and Mr. Johnson från 2004. Det svenska bandet Urban Turban hade med låten på sin debutskiva 1994.
Utgiven av Bob Dylan på hans album Modern Times från 2006. Dylan har uppgett sig själv som upphovsman till sin version av låten. Medan hans arrangemang musikaliskt är väldigt likt Muddy Waters så introducerar Dylan nya verser, men återupprepar de två textrader som startar låten:
"I rolled and I tumbled, I cried the whole night long
I rolled and I tumbled, I cried the whole night long"
Sången kännetecknar en enkel slagverksdrivet beat, vanligtvis med en utmärkande slidegitarr ackompanjerat med ett kommenterande munspel och sång. Texten består av verser (men ingen refräng) vilket har varierats från artist till artist.